# Castelo de Tavira

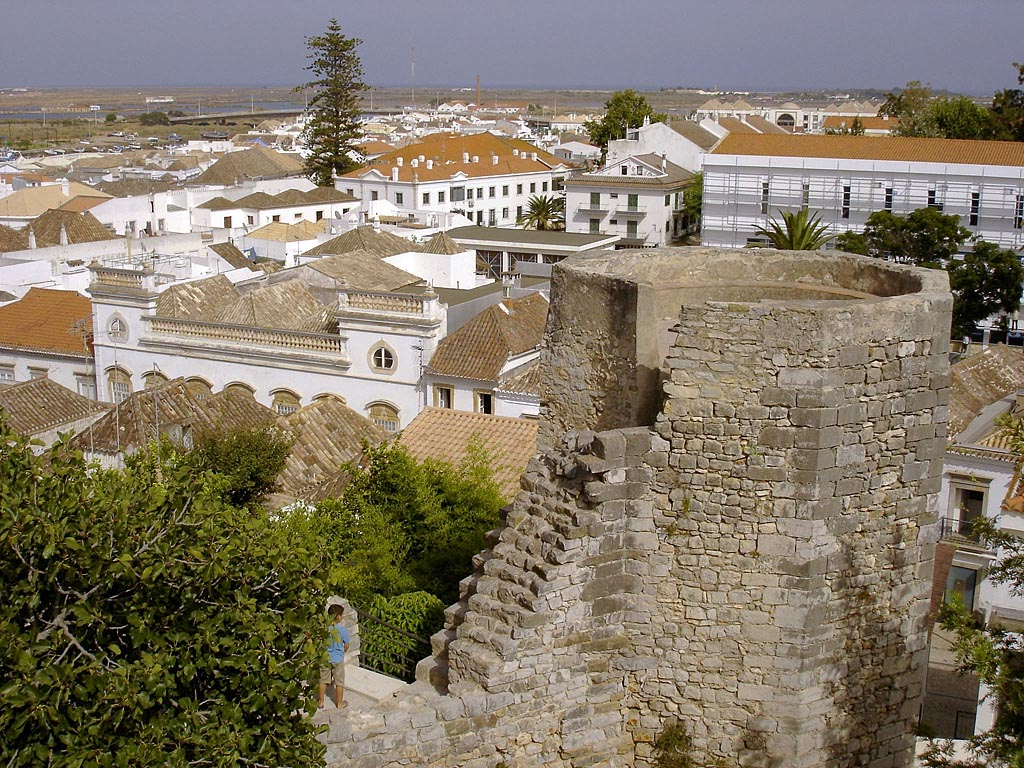
Tavira, Portugal: a povoação vista do alto das muralhas do castelo.

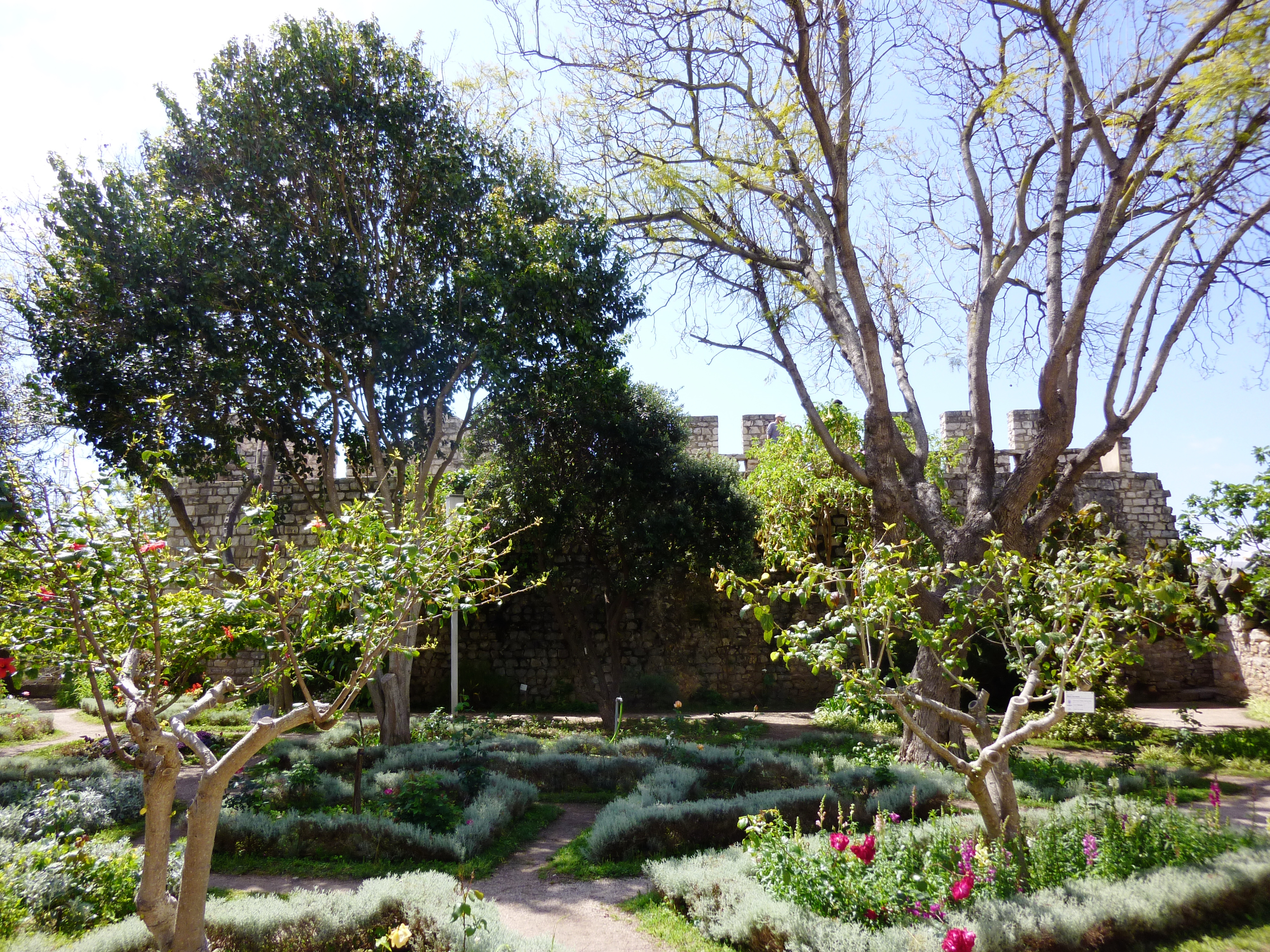

O Castelo de Tavira localiza-se na União das Freguesias de Tavira (Santa Maria e Santiago), cidade de Tavira, distrito de Faro, em Portugal.
Em posição dominante sobre a foz do rio Gilão a povoação desenvolveu-se como importante porto marítimo desde a Antiguidade.
O Castelo de Tavira está classificado como Monumento Nacional desde 2014.

## História

### Antecedentes
Embora a primitiva ocupação humana da região remonte à pré-história, uma campanha arqueológica empreendida em 1997, trouxe à luz um troço de muralha Fenícia datado do século VIII a.C., comprovando a existência de um entreposto ou de uma colônia aqui estabelecida por aquele povo de navegadores e comerciantes.
À época da Invasão romana da Península Ibérica, a povoação, então denominada Balsa, adquiriu importância estratégica devido à construção de uma ponte sobre o rio. Embora não hajam sido localizados vestígios materiais de uma fortificação neste período, acredita-se que um destacamento tenha guarnecido este trecho da antiga estrada romana.
Embora a pesquisa arqueológica remonte a povoação Muçulmana ao século XI, as primeiras informações escritas a seu respeito datam da primeira metade do século XII, quando era denominada at-Tabira, referindo a sua fortificação no contexto das lutas entre Almorávidas e almóadas, que levaram à submissão da povoação ao emir Almunine, em 1168:
"Neste ano os almóadas apertaram o cerco ao castelo de Tavira contra o traidor nele sublevado, Abedalá ibne Ubaide Alá, estreitando-o fortemente por terra e mar. Estabeleceram-se no Castelo de Cacela com o seu numeroso exército, atacando [Tavira] dia e noite, obtendo a toda a hora vantagens sobre os seus inimigos com a sua decisão de suprimir os seus danos e evitar os males que tinham causado desde o princípio do ano 546 [começa a 20 de Abril de 1151] até aos finais do ano 563 [acaba em 17 de Outubro de 1167], por se reunirem no seu interior meliantes de toda a espécie, aventureiros e ladrões que perturbavam e se rebelavam e faziam dano aos muçulmanos por terra e por mar em todas as regiões. E era uma preocupação para as gentes do outro lado do Estreito e do Andaluz o saque dos bens dos viajantes e dos comerciantes em terras e mares.
O emir Almumine sitiou [Tavira] duas vezes nos dias do seu emirado em Sevilha, mas resistiu-lhe e defendeu-se com os seus malvados contra ela até que a rendeu Deus no seu califado, por sua boa fortuna, no final do mês de Dulcada [acaba em 4 de setembro de 1168] do ano que historiamos." (Ibne Sahib Al-Sala. Al-Mann Bil-Imama)
Tavira constituía-se então, juntamente com Santa Maria al-Harum (atual Faro) e Silb (atual Silves), uma das principais povoações do Algarbe Alandalus.

### O castelo medieval
À época da Reconquista cristã da península, as forças portuguesas atingem o leste algarvio a partir de 1238. Tavira foi conquistada em 11 de Junho de 1239 (Maio de 1240, segundo Alexandre Herculano ou mesmo 1242 segundo outras fontes), pelas forças de D. Paio Peres Correia, Mestre da Ordem de Santiago. A tradição associa a esta conquista a uma represália daquela Ordem pela morte de sete de seus cavaleiros em uma emboscada quando à caça no sítio das Antas (Freguesia da Luz).
A 9 de janeiro de 1242 (ou 1244 segundo outras fontes), Sancho II de Portugal (1223-1248) doou os domínios de Tavira e o padroado da sua igreja à Ordem de Santiago, doação confirmada em 1245 pelo Papa Inocêncio IV.
Pretextando que a cidade havia sido conquistada por uma Ordem Militar castelhana, Afonso X de Castela reclamou-a para si, vindo a impor-lhe cerco e a conquistá-la em 1252. No ano seguinte, firmou-se um tratado pelo qual Afonso III de Portugal (1248-1279) desposaria a filha de Afonso X e, caso dessa união resultasse um filho que viesse a completar os sete anos, o avô materno lhe daria como presente o Algarve. Tendo as condições desse diploma sido preenchidas em 1264, Afonso X entregou o Algarve a Afonso III por carta de 20 de Setembro, passada em Sevilha. Em função deste ato, o soberano português concedeu cartas de foral a diversas povoações algarvias, a primeiro das quais a Tavira, em Agosto de 1266.
Sob o reinado de D. Dinis (1279-1325), o castelo foi reparado e reforçado e a cerca da vila ampliada (1292), conforme inscrição epigráfica. Data desse período a ereção da Torre de Menagem. O soberano, por Carta Régia de 1303, ampliou os privilégios dos moradores, impedindo que os seus bens fossem penhorados ou vendidos excepto por dívidas com a Coroa.
À época da crise de 1383-1385, o Mestre de Avis doou o Reguengo de Tavira a Fernão Álvares Pereira, irmão do Condestável Nuno Álvares Pereira. Posteriormente, após a conquista de Ceuta, iniciado o processo dos Descobrimentos portugueses, a povoação veria a sua importância estratégica e econômica aumentar. O seu castelo, entretanto, apresentava risco de derrocada, conforme a queixa de suas gentes perante as Cortes de 1475.
Sob o reinado de Manuel I de Portugal (1495-1521), a vila recebeu o Foral Novo (1504), elevando-a à categoria de cidade em 16 de Março de 1520, entre outros importantes privilégios. É seu Alcaide-mor à época Vasco Eanes Corte-Real.
Em 1573, quando D. Sebastião (1568-1578) visita Tavira, encontram-se em progresso as obras de construção do Forte de Santo António (Forte do Rato), fronteiro à barra do rio Gilão em 1577.

### Da Guerra da Restauração aos nossos dias
Posteriormente, no contexto da Guerra da Restauração da independência, D. João IV (1640-1656) confirma todos os privilégios concedidos a Tavira por seus antecessores, determinando obras de modernização do castelo medieval, reforçando-lhe a estrutura e adaptando-o aos tiros da então moderna artilharia. A defesa da povoação será complementada, em 1672, pelo início da construção da Fortaleza de São João da Barra de Tavira, na Gomeira, fronteira à barra do rio Gilão em 1717.
No século XVIII a estrutura do castelo será severamente danificada pelo terramoto de 1755, o que certamente contribuiu para que, nos séculos seguintes o perímetro defensivo da povoação fosse desmantelado em grande extensão.
As muralhas do Castelo de Tavira encontram-se classificadas como Monumento Nacional, por Decreto publicado em 16 de Maio de 1939.

## Características
As muralhas de Tavira evidenciam diversas etapas construtivas, a mais antiga das quais remontando ao período Almorávida, em fins do século XI ou início do século XII. Embora de difícil identificação, acredita-se que tenha sido integrada por uma alcáçova no ângulo Sudeste e por um recinto amuralhado orientado no sentido Norte-Sul, ambos de modestas dimensões.
Esta estrutura inicial foi reformada no período almóada, quando adquiriu os principais elementos que chegaram até aos nossos dias, dos quais sobrevivem restos de muralhas em taipa. Na área da atual praça da República, junto ao edifício do Banco Nacional Ultramarino, foi descoberta uma antiga porta em arco de ferradura, associada, em sua origem, a uma torre defensiva. Na área da atual alcáçova ainda se conserva uma torre albarrã, multifacetada e voltada a sul, destacada das demais estruturas.
A partir da conquista pelos cristãos, uma nova etapa construtiva se sucedeu, conferindo-lhe a planta ovalada ainda hoje identificável, que, na Baixa Idade Média, atingia cerca de cinco hectares, superfície considerável para a época e que atesta a importância da povoação. Deste período são de destaque as intervenções realizadas sob os reinados de D. Afonso III e de D. Dinis, acreditando-se que datem deste último os restos identificados nos terrenos da Pensão Castelo, assim como a própria configuração original da Porta de D. Manuel, em arco quebrado ainda em estilo gótico. Na passagem para a Idade Moderna, esta porta veio a tornar-se o principal eixo de passagem entre o interior e o exterior das muralhas, razão pela qual nela se inscrevem as armas deste soberano.

## As lendas da moura do Castelo de Tavira
A tradição local afirma que, no castelo, existe uma moura encantada que todos os anos, na noite de São João, aparece a chorar o seu destino. Ela seria a filha de Aben-Fabila, o governador mouro que, quando Tavira foi conquistada pelos cristãos, desapareceu por artes mágicas, depois de encantar a filha. Afirma-se que ele pretendia retornar para reconquistar a cidade e assim resgatar a filha, mas nunca o conseguiu.
Outra lenda relata uma grande paixão de um cavaleiro cristão, D. Ramiro, pela moura encantada. Numa noite de São João, quando o cavaleiro avistou a moura a chorar nas ameias do castelo, impressionou-se tanto pela sua beleza como pela infelicidade da sua condição. Perdidamente enamorado, resolveu escalar os muros do castelo para a desencantar. A tarefa, entretanto, revelou-se difícil, e o cavaleiro demorou tanto a subir que rompeu a alvorada, passando assim a hora de se poder quebrar o encanto. Nesse momento, a moura entrou, em lágrimas, para a nuvem que pairava acima do castelo, enquanto D. Ramiro assistia sem nada poder fazer. A frustração do cavaleiro foi de tal monta que daí em diante ele se empenhou com grande ardor nas lutas contra os mouros, tendo mesmo conquistado um castelo, mas sem outra moura para amar.

## A lenda dos sete cavaleiros
Afirma-se que, durante uma trégua entre cristãos e mouros, seis cavaleiros cristãos foram caçar no sítio das antas, perto de Tavira, vindo a ser assassinados pelos mouros. Os seus nomes eram D. Pedro Pires (Peres ou Rodrigues, comendador da Ordem de Santiago de Castela), Mem do Vale, Durão (ou Damião) Vaz, Álvoro (Álvaro) Garcia (ou Garcia Estevam), Estêvão (Estevam) Vaz (Vasques), Beltrão de Caia e mais um mercador judeu de nome Garcia Roiz (ou Rodrigues). O autor Cristóvão Rodrigues Acenheiro dá os nomes desses seis cavaleiros como sendo: D. Pedro Paes, Men do Valle, Duram Vaz, Alvaro Garcia, Estevam Vaz e Boceiro de Coja. Em represália por essas mortes, configurando o rompimento da trégua, é que os cristãos teriam promovido a conquista de Tavira.
Um outro episódio, também lendário, refere esta primitiva lenda: à época de Afonso IV de Portugal (1325-1357), por volta de 1328, Afonso XI de Castela impôs cerco a Tavira. Nessa ocasião, as forças castelhanas
"...tendo assentado arraial na Igreja de São Francisco. Num Sábado de madrugada e quando escolhia o melhor sítio pra assaltar as muralhas viu sobre a igreja de Santa Maria 7 enormes vultos com bandeiras nas mãos e nelas as armas do apóstolo Santiago. Espantado chamou os conselheiros que lhe disseram ser esses vultos os sete cavaleiros que morreram a quando da conquista de Tavira aos mouros e que eram os guardiões da cidade. O rei ao saber isto e por devoção aos cavaleiros mártires logo se tornou para o seu reino sem fazer mal algum em Portugal." (Frei João de São José).